# Miechowo
Miechowo (niem. Miechowen, 1938–1945 Niederhorst) – osada w Polsce położona w województwie warmińsko-mazurskim, w powiecie ełckim, w gminie Prostki.
W latach 1975–1998 miejscowość administracyjnie należała do województwa suwalskiego.
Wieś typowo rolnicza. Liczba mieszkańców to około 40 osób. Na terenie wsi znajduje się duże nowoczesne gospodarstwo rolne utworzone na bazie byłego PGR specjalizujące się w produkcji roślinnej. Tereny o bardzo korzystnych warunkach klimatyczno glebowych do prowadzenia produkcji rolnej.